# 템스워터

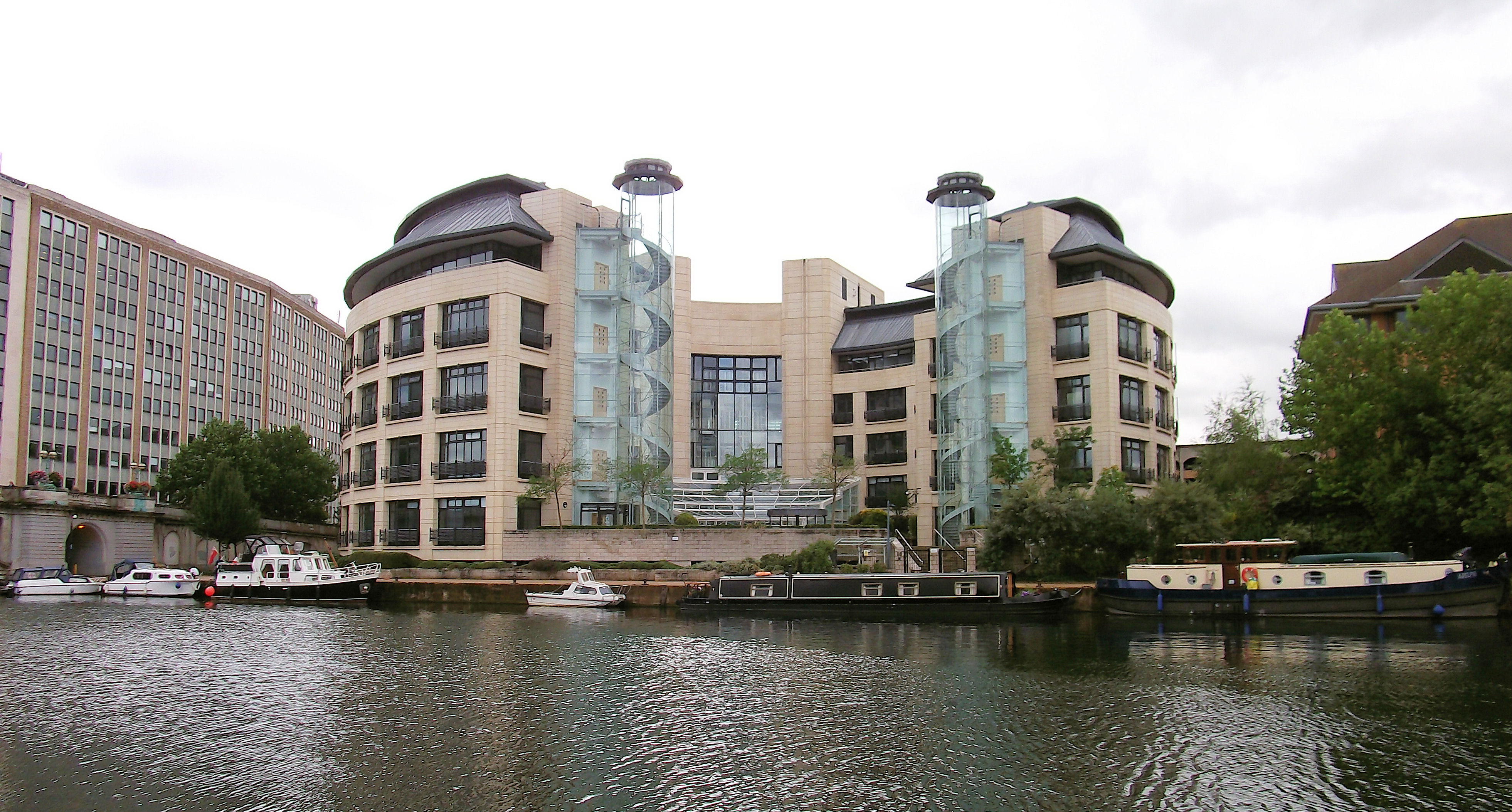
본사 건물

템스워터(Thames Water)는 템스강이 흐르는 런던과 근방 지역에서 수도를 공급하고 폐수를 관리하는 민간 기업이다. 1904년에 템스강을 관리하는 뉴리버컴퍼니 및 여타 기업 8곳이 신설된 런던 대도시권 수도위원회에 의해 공영화된 이후 1989년에 템스강 수도 관리가 민영화되며 세워진 기업이다. 본사 소재지는 버크셔주 레딩이다.